# Красив ктенот
Красивите ктеноти (Ctenotus pulchellus), наричани също червеностранни ктеноти, са вид влечуги от семейство Сцинкови (Scincidae).
Разпространени са в полупустини във вътрешността на северна Австралия. Видът е описан за първи път от Глен Милтън Стор през 1978 година и е смятан за незастрашен, тъй като е често срещан в ареала си, популацията му е устойчива и не е подложен на съществени заплахи. Възможно е да представлява цял видов комплекс, като разграничението му от близкородствения вид Ctenotus militaris е несигурно.